# Remington 1100

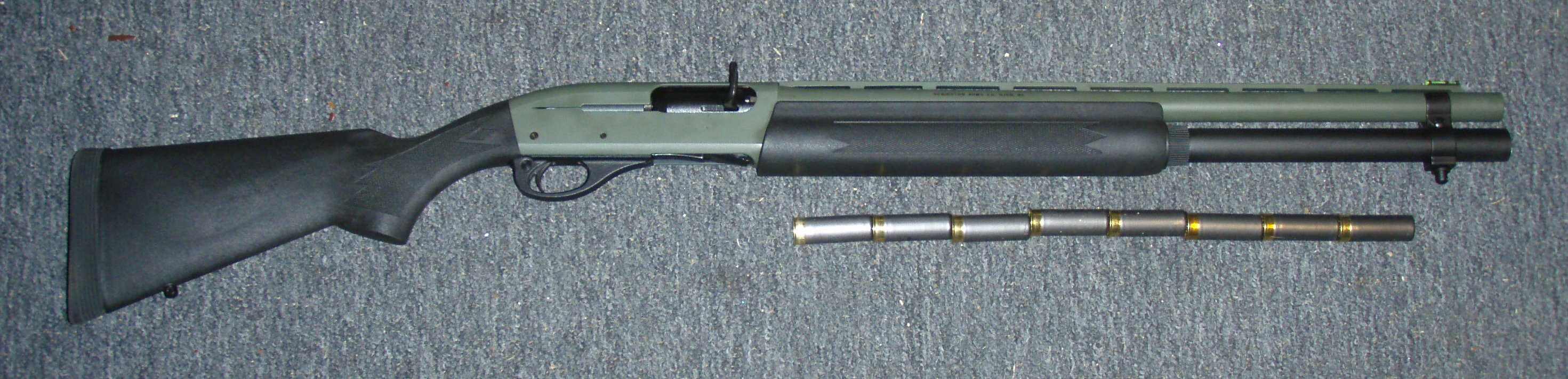
Le Remington 1100 en version Tactique (canon de 56 cm, visée fixes et magasin de 8 coups).

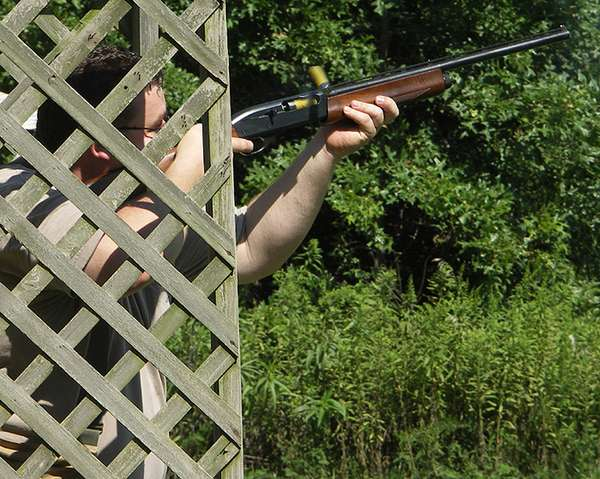
Tir aux pigeons d'argile avec un Remington 1100.

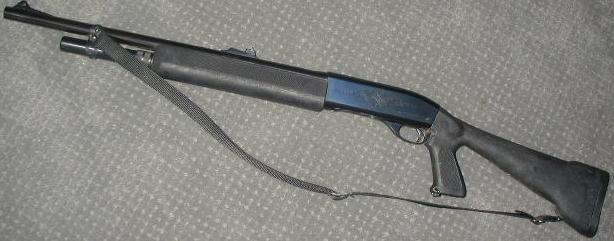
Le Remington 1100 Deer Gun modifié pour la défense personnelle (canon de 53 cm, visée réglable, crosse-pistolet et magasin de 6 coups).

Le fusil de chasse semi-automatique Remington 1100 est en production depuis 1963. 

## Description
Produit par Remington Arms ( États-Unis), cette arme d'épaule fonctionne par emprunt des gaz. La visée est fixe ou réglable (sur les modèles Deer Gun). La monture est en  noyer ou en polymère (finition noire ou camouflée). 

## Données techniques
En plus des modèles Special Field conçus pour la chasse, il existe une version Riotgun dite Remington 1100 Tac-2/Tac-4 tandis que les 1100 Sporting sont réservés au tir sportif, ball-trap ou skeet, selon la  longueur du canon .  Dans sa version commune (calibre 12 et canon de 71 cm, le M1100 mesure 1,22 m pour 3.4 kg vide.
- Version chasse
  - Munition :  Calibre 12, Calibre 16, Calibre 20, Calibre 28, et .410
  - Canon de : 56 à 76 cm
  - Longueur de : 108 à 128 cm
  - Masse à vide de la version à monture en bois : 2,4 à 3.8 kg
  - Capacité : 4 cartouches (2 pour la France)
  - Variantes les plus répandues : 1100 Special Field, 1100 Sporting, 1100 Synthetic, 1100 LT-20

- Version Deer Gun
  - Munition :  Calibre 12 (balle type Slug ou Brenneke)
  - Canon de : 53  cm (56 cm avant 1997)
  - Longueur de : 105 cm
  - Masse à vide de la version à monture en bois : 3,2 kg
  - Capacité : 4 cartouches (2 pour la France)

- Version Tac-2
  - Munition : calibre 12  (chambre de 70 mm)
  - Canon de : 46 cm
  - Longueur de : 98 cm
  - Masse à vide de : 3,4 kg
  - Capacité : 6 cartouches (grâce à la rallonge de magasin de 2 coups)+ réserve de 4 cartouches dans la crosse.

- Version Tac-4
  - Munition : calibre 12  (chambre de 70 mm)
  - Canon de : 56 cm
  - Longueur de : 108 cm
  - Masse à vide de : 3,5 kg
  - Capacité : 8 cartouches (grâce à la rallonge de magasin de 4 coups)

## Source
- Catalogue 2006-2007 de l'importateur français de Remington.
- J.Huon, Encyclopédie de l'armement mondiale, tome 3, Grancher, 2012.
- A.E. HARTINK, The complete Encyclopedia of hunting rifles & shotguns, Rebo Publishers, 2006.
- A.E. HARTINK, The complete Encyclopedia of army automatic rifles, Rebo Publishers, 2004.